# محوطه قره آغاج کلان
محوطه قره آغاج کلان مربوط به دوره صفوی است و در شهرستان مشگین‌شهر، بخش مرادلو، دهستان یافت، روستای قره آغاج کلان واقع شده و این اثر در تاریخ ۲۶ اسفند ۱۳۸۷ با شمارهٔ ثبت ۲۵۸۰۰ به‌عنوان یکی از آثار ملی ایران به ثبت رسیده‌است.